# Somnis (mitologia)
Els somnis o també oniroi (en grec antic Ὄνειροι) o de vegades en singular, somni, oniros (Ὄνειρος), segons la mitologia grega, eren fills de Nix sense intervenció masculina, o de vegades, amb la intervenció d'Èreb. O també, segons altres versions, fills d'Hipnos.
Els antics imaginaven que sortien de nit del palau d'Hipnos i s'escampaven entre els mortals, als quals portaven presagis que podien ser veritables o falsos. Els classificaven segons les funcions i les formes que poden adoptar, però la fantasia dels poetes els considerava genis enviats per Zeus amb multitud de característiques diferents.
Entre tots, el més esmentat és Morfeu, que era objecte de culte a Epidaure i en alguns santuaris que disposaven d'oracle. Hesíode i Ovidi anomenen com a germans seus, Fobètor i Fantasos.